# Elecciones presidenciales de Brasil de 1955
La elección presidencial de Brasil de 1955 se realizó el 3 de octubre de 1955. Resultaron vencedores Juscelino Kubitschek como presidente y João Goulart como vicepresidente.

## Contexto
El expresidente Getúlio Vargas, ya en sus setenta, regresó a la presidencia, esta vez por vías democráticas. Este gobierno era sumamente turbulento, principalmente por la acción de la oposición, que actuó de todos los medios para obstruir al gobierno de Vargas. El principal partido que se opuso a su gobierno fue la Unión Democrática Nacional (UDN), que se oponía ferozmente al legado político del varguismo. La postura de los políticos udenistas durante el segundo gobierno de Vargas fue radical, lo que generó una crisis política que se extendió por todo ese gobierno.
En el ámbito económico, el mandatario se acercaba a una política económica a favor del desarrollo del país por parte de grupos nacionales, así como con injerencia del Estado. Esta postura irritó a grupos de la élite nacional, de la que formaban parte muchos miembros de la UDN, que no estaban de acuerdo con esta postura y la consideraban un serio problema para sus intereses económicos.
Getúlio buscó acercarse a los trabajadores como una forma de garantizar el apoyo a su gobierno, pero fracasó. La crisis política y los ataques de la UDN debilitaron al gobierno de Vargas. La clase trabajadora también comenzó a movilizarse contra el gobierno debido al aumento de la inflación, que estaba erosionando los salarios. Además, medidas como el nombramiento de João Goulart para el Ministerio de Trabajo y el aumento del 100% del salario mínimo solo reforzaron la oposición acérrima de los udenistas. João Goulart era hijo de un amigo cercano de Getúlio y solo siguió una carrera en política después de recibir una invitación del propio Getúlio para unirse al Partido Laborista Brasileño (PTB).
El controvertido reajuste del 100% del salario mínimo, en febrero de 1954, provocó una protesta pública, en forma de manifiesto a la nación, por parte de los militares (uno de los cuales fue Golbery do Couto e Silva), contra el gobierno, que fue seguida de la renuncia del ministro de Trabajo, João Goulart.
Este Manifiesto de los Coroneles, también conocido como Memorial de los Coroneles, fue firmado por 79 militares, la gran mayoría de los cuales eran extenientes desde 1930. Este Manifiesto de los Coroneles significó una reducción en el apoyo al gobierno de Getúlio, en el área militar, y también en el área laboral, debido al salida de João Goulart.
En el gobierno de Getúlio hubo una gran movilización nacional conocida como la campaña 'El petróleo es nuestro' en torno a la creación de PETROBRAS. Getúlio intentó, pero fracasó, la creación de Eletrobrás, que sólo se crearía en 1961. En 1954 entró en funcionamiento la Central Hidroeléctrica Paulo Afonso I. Se inició la construcción de la Carretera Fernão Dias que conecta São Paulo con Belo Horizonte, obra completado por Juscelino Kubitschek.
Sin embargo, también hubo una serie de acusaciones de corrupción contra miembros del gobierno y personas cercanas a Vargas, que llevaron a la prensa golpista a decir que Getúlio estaba sentado en un 'mar fangoso'. La acusación más grave de corrupción, que arrojó gran parte de la opinión publicada contra Getúlio, fue la Comisión Investigadora Parlamentaria (CPI) contra el diario Última Hora, propiedad de Samuel Wainer. Samuel Wainer fue acusado por Carlos Lacerda y otros de recibir dinero del Banco do Brasil para apoyar a Vargas. El diario Última Hora fue prácticamente la única agencia de prensa que apoyaba al gobierno.
Otra medida del gobierno fue la firma, en marzo de 1952, de un acuerdo de cooperación y ayuda militar entre Brasil y Estados Unidos. Este acuerdo estuvo vigente desde 1953 hasta 1977, cuando el presidente Ernesto Geisel lo denunció.

### El bombardeo de la Rua Tonelero y el suicidio de Vargas
El 5 de agosto de 1954, el periodista Carlos Lacerda, de Tribuna da Imprensa, sufrió un intento de asesinato y salió con una sospechosa lesión en el pie (cuyo informe médico desapareció), a diferencia del aviador mayor Rubens Vaz, que se encontraba con él en ese momento y fue asesinado. Las investigaciones identificaron a Gregório Fortunato como responsable del hecho. Gregório era jefe de la guardia personal del entonces presidente Getúlio Vargas, pronto la oposición y los militares exigieron la renuncia de Vargas. El Manifiesto de los Generales, de 22 de agosto de 1954, pedía la renuncia del Presidente. Fue firmado por 19 generales del ejército, entre ellos Castelo Branco, Juarez Távora y Henrique Lott.
Vargas habría dicho: Sólo muerto saldré del Catete. A las 8:30 a. m. del 24 de agosto de 1954, Getúlio se suicidó de un disparo al corazón en sus habitaciones del Palacio de Catete de Río de Janeiro.
Con la muerte de Vargas, asumió el cargo el vicepresidente de la República João Café Filho, quien gobernó en un período de malestar, manipulado por políticos de la Unión Democrática Nacional (UDN). El 8 de noviembre de 1955, tras la celebración de las elecciones, João Café Filho fue destituido del gobierno tras sufrir un infarto. Asume entonces el cargo el presidente de la Cámara de Diputados, Carlos Luz, quien es depuesto tres días después cuando pretendía realizar un golpe de Estado y evitar la toma de posesión del presidente electo Juscelino Kubitschek del Partido Social Democrático (PSD). El Congreso decidió que el presidente del Senado, Nereu Ramos, terminaría los últimos dos meses y medio en el cargo y pasaría el gobierno a Kubitschek.
Juscelino Kubitschek dijo que fue convocado a una reunión en septiembre de 1955 , un mes antes de las elecciones, en la casa de Nereu Ramos, donde se encontraba el gobernador de Pernambuco, Etelvino Lins. Etelvino propuso a Kubitschek que se pospusieran las elecciones, porque no había posibilidad de elecciones, por la agitación que había en el país, los traumas por los que había pasado. En la Unión Democrática Nacional (UDN), todos estuvieron de acuerdo. Kubitschek respondió que no podía ceder en eso.

## Candidatos

### Presidencia de la República

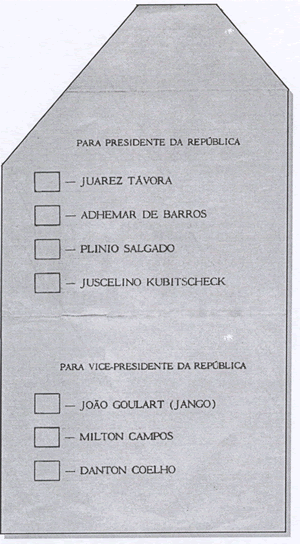
Papeleta electoral de las elecciones a Presidente y Vicepresidente de la República

PSD / PTB / PR / PTN / PST / PRT: La coalición del Partido Social Democrático (PSD), el Partido Laborista Brasileño (PTB), el Partido Republicano (PR), el Partido Laborista Nacional (PTN), el Partido Social Laborista (PST) y el Partido Laborista Republicano (PRT) pusieron como candidato al entonces gobernador de Minas Gerais; Juscelino Kubitschek, del centrista Partido Social Democrático (PSD). El lema de la campaña de desarrollo fue 50 años de progreso en 5 años de gobierno.
Para la candidatura de Kubitschek, los estados de Pernambuco, Santa Catarina y Rio Grande do Sul no lo apoyaron. En una entrevista el 1 de marzo de 1974 a María Victoria Benevides, diría: 'Una de las mayores dificultades para articular la alianza con el Partido Laborista Brasileño (PTB), fue la hostilidad de sectores más conservadores del PSD hacia el nombre de Jango. Pero sabía que una alianza con PTB era esencial; sólo una alianza muy fuerte podría enfrentarse a la oposición y salir victoriosa; y solo con un candidato que logró la conciliación entre el voto rural del PSD y el voto urbano del PTB. Por eso insistí en el nombre de Jango para la vicepresidencia; como candidato, tenía que pensar en términos de cálculo político y esto me obligaba a formar una alianza con el PTB. En PTB, el nombre de Goulart fue el que reunió las mayores posibilidades".
En ese momento, el entonces presidente Café Filho criticó duramente a JK en Hora do Brasil. Para fortalecer la candidatura, Juscelino concedió una entrevista al diario Correio da Manhã, refutando las críticas y negando a Café. Kubitschek cuenta en una entrevista, a principios de 1955, hizo varios viajes por el país, y, en una ciudad amazónica, iba caminando a la plaza para realizar un mitin, y me dijeron: La radio informa que te convocó militares para interrumpir su campaña política, y que o accedes o serás arrestado. Respondí: No sé si es cierto, pero sigo diciendo que no hay fuerza humana que pueda sacarme de la campaña, a menos que me maten. La bandera que traje la llevarán a Catete. Respeto la democracia y la Constitución.
Se cree que el clima de conmoción popular por la muerte de Getúlio habría facilitado la elección de Juscelino Kubitschek a la presidencia de la república y João Goulart (Jango) a la vicepresidencia, en 1955, derrotando a la UDN, opositora de Getúlio. Algunos consideran que Juscelino Kubitschek y João Goulart fueron dos de los 'herederos políticos' de Getúlio Vargas.
PDC / UDN / PL / PSB: La coalición formada por la Unión Democrática Nacional (UDN), el Partido Demócrata Cristiano (PDC), el Partido Libertador (PL) y el Partido Socialista Brasileño (PSB) lanzó al conservador militar Juarez Távora de la Unión Democrática Nacional (UDN) como candidato.
El Partido Social Progresista (PSP) no hizo alianzas políticas y lanzó como candidato a Adhemar de Barros.
El Partido de Representación Popular (PRP) no hizo alianzas políticas y lanzó como candidato a su fundador, el exlíder integralista Plínio Salgado.

### Vicepresidencia de la República
PSD / PTB / PR / PTN / PST / PRT: Por la misma coalición que Juscelino Kubitschek, el ex Ministro de Trabajo João Goulart (Jango) fue presentado como candidato a vicepresidente.
UDN / PDC / PL / PSB: Por la misma coalición de Juárez Távora, el exgobernador de Minas Gerais Milton Campos fue lanzado como candidato a vicepresidente.
PSP: El PSP lanzó a Danton Coelho como candidato a vicepresidente.

## Resultados
En esta elección, por primera vez en Brasil, se utilizó la papeleta electoral oficial realizada por el Tribunal Electoral. Antes de 1955, los propios partidos políticos elaboraban y distribuían papeletas.

### Presidente de la República

Resultado para la elección de vicepresidente.

| Elección para Presidente                      | Elección para Presidente | Elección para Presidente |
| Candidato                                     | Votos                    | %                        |
| --------------------------------------------- | ------------------------ | ------------------------ |
| Juscelino Kubitschek (PSD/PTB/PR/PTN/PST/PRT) | 3.077.411                | 35,68%                   |
| Juarez Távora (UDN/PDC/PL/PSB)                | 2.610.462                | 30,27%                   |
| Adhemar de Barros (PSP)                       | 2.222.725                | 25,77%                   |
| Plínio Salgado (PRP)                          | 714.379                  | 8,28%                    |
|                                               |                          |                          |
| Votos válidos                                 | 8.624.977                | 94.81%                   |
| Votos en blanco                               | 161.852                  | 1.78%                    |
| Votos nulos                                   | 310.185                  | 3.41%                    |
| Total                                         | 9.097.014                | 100.00%                  |
| Registrados/Participación                     | 15.243.246               | 59.68%                   |
| Fonte:                                        |                          |                          |

Nota: En negrita, el candidato ganador y, en cursiva, el partido del candidato.
| Estados/Territorios vencidos por Juscelino Kubitschek |
| Estados/Territorios vencidos por Juarez Távora        |
| Estados/Territorios vencidos por Adhemar de Barros    |

| Estado/Território   | Juscelino Kubitschek | Juarez Távora | Adhemar de Barros | Plínio Salgado | Válidos   | Blancos | Nulos   | Emitidos  |
| ------------------- | -------------------- | ------------- | ----------------- | -------------- | --------- | ------- | ------- | --------- |
| Acre                | 3.906                | 2.695         | 1.801             | 230            | 8.632     | 222     | 180     | 9.034     |
| Alagoas             | 38.775               | 44.126        | 10.218            | 5.907          | 99.026    | 2.805   | 5.153   | 106.984   |
| Amapá               | 4.039                | 309           | 459               | 79             | 4.886     | 61      | 69      | 5.016     |
| Amazonas            | 16.025               | 7.582         | 17.994            | 3.648          | 45.249    | 1.957   | 4.674   | 51.880    |
| Bahía               | 200.213              | 149.771       | 51.061            | 63.136         | 464.181   | 7.515   | 26.581  | 498.277   |
| Ceará               | 135.779              | 175.735       | 29.974            | 13.408         | 354.896   | 7.169   | 20.987  | 383.052   |
| Distrito Federal    | 199.520              | 174.804       | 266.289           | 35.495         | 676.108   | 5.841   | 11.387  | 693.336   |
| Espírito Santo      | 56.650               | 29.721        | 41.126            | 29.531         | 157.028   | 2.364   | 4.855   | 164.247   |
| Goiás               | 65.767               | 26.759        | 56.121            | 3.732          | 152.379   | 3.507   | 7.776   | 163.662   |
| Guaporé             | 1.739                | 298           | 3.459             | 132            | 5.628     | 43      | 110     | 5.781     |
| Maranhão            | 66.508               | 15.764        | 55.725            | 2.599          | 140.596   | 5.249   | 12.997  | 158.842   |
| Mato Grosso         | 45.201               | 33.119        | 16.327            | 1.570          | 96.217    | 2.393   | 4.576   | 103.186   |
| Minas Gerais        | 713.113              | 283.567       | 147.112           | 78.213         | 1.222.005 | 32.466  | 53.864  | 1.308.335 |
| Pará                | 89.344               | 21.406        | 65.176            | 4.213          | 180.139   | 4.912   | 12.215  | 197.266   |
| Paraíba             | 81.307               | 114.128       | 16.813            | 9.900          | 222.148   | 8.182   | 9.433   | 239.763   |
| Paraná              | 108.031              | 91.540        | 127.758           | 103.256        | 430.585   | 10.613  | 12.942  | 454.140   |
| Pernambuco          | 163.919              | 184.847       | 51.739            | 29.200         | 429.705   | 12.851  | 18.308  | 460.864   |
| Piauí               | 67.665               | 43.469        | 13.164            | 2.395          | 126.693   | 3.938   | 3.927   | 134.558   |
| Rio Branco          | 1.828                | 448           | 325               | 33             | 2.634     | 39      | 44      | 2.717     |
| Río de Janeiro      | 215.456              | 101.186       | 122.101           | 27.683         | 466.426   | 5.588   | 13.416  | 485.430   |
| Rio Grande do Norte | 57.200               | 45.425        | 24.822            | 13.888         | 141.335   | 5.769   | 7.674   | 154.778   |
| Rio Grande do Sul   | 329.562              | 302.595       | 175.185           | 66.109         | 873.451   | 10.705  | 19.252  | 903.408   |
| Santa Catarina      | 132.739              | 89.187        | 57.561            | 59.162         | 338.649   | 4.838   | 7.956   | 351.443   |
| São Paulo           | 240.940              | 626.627       | 867.320           | 159.051        | 1.893.938 | 21.497  | 46.850  | 1.962.285 |
| Sergipe             | 42.185               | 45.354        | 3.095             | 1.809          | 92.443    | 1.328   | 4.959   | 98.730    |
| Total               | 3.077.411            | 2.610.462     | 2.222.725         | 714.379        | 8.624.977 | 161.852 | 310.185 | 9.097.014 |

### Vicepresidente de la República
| Elección para Vicepresidente          | Elección para Vicepresidente | Elección para Vicepresidente |
| Candidato                             | Votos                        | %                            |
| ------------------------------------- | ---------------------------- | ---------------------------- |
| João Goulart (PSD/PTB/PR/PTN/PST/PRT) | 3.591.409                    | 44,25%                       |
| Milton Campos (UDN/PDC/PL/PSB)        | 3.384.739                    | 41,70%                       |
| Danton Coelho (PSP)                   | 1.140.261                    | 14,05%                       |
|                                       |                              |                              |
| Votos válidos                         | 8.116.409                    | 89.23%                       |
| Votos en blanco                       | 722.674                      | 7.94%                        |
| Votos nulos                           | 257.931                      | 2.83%                        |
| Total                                 | 9.097.014                    | 100.00%                      |
| Registrados/Participación             | 15.243.246                   | 59.68%                       |
| Fonte:                                |                              |                              |

Nota: En negrita, el candidato ganador y, en cursiva, el partido del candidato..
| Estados/Territorios vencidos por João Goulart  |
| Estados/Territorios vencidos por Milton Campos |
| Estados/Territorios vencidos por Danton Coelho |

| Estado/Território   | João Goulart | Milton Campos | Danton Coelho | Válidos   | Blancos | Nulos   | Emitidos  |
| ------------------- | ------------ | ------------- | ------------- | --------- | ------- | ------- | --------- |
| Acre                | 4.410        | 2.820         | 1.071         | 8.301     | 662     | 71      | 9.034     |
| Alagoas             | 47.173       | 43.402        | 4.190         | 94.765    | 7.326   | 4.893   | 106.984   |
| Amapá               | 4.211        | 252           | 257           | 4.720     | 243     | 53      | 5.016     |
| Amazonas            | 25.568       | 11.143        | 4.972         | 41.683    | 6.020   | 4.177   | 51.880    |
| Bahía               | 233.115      | 177.108       | 26.705        | 436.928   | 39.092  | 22.257  | 498.277   |
| Ceará               | 153.524      | 161.294       | 26.404        | 341.222   | 25.234  | 16.596  | 383.052   |
| Distrito Federal    | 282.335      | 303.405       | 81.943        | 667.683   | 15.964  | 9.689   | 693.336   |
| Espírito Santo      | 70.464       | 46.722        | 21.526        | 138.712   | 22.003  | 3.532   | 164.247   |
| Goiás               | 68.023       | 56.420        | 18.731        | 143.174   | 15.579  | 4.909   | 163.662   |
| Guaporé             | 1.925        | 339           | 3.176         | 5.440     | 265     | 76      | 5.781     |
| Maranhão            | 69.981       | 17.449        | 50.062        | 137.492   | 8.996   | 12.354  | 158.842   |
| Mato Grosso         | 47.040       | 36.969        | 8.509         | 92.518    | 6.895   | 3.773   | 103.186   |
| Minas Gerais        | 618.985      | 496.728       | 44.282        | 1.159.995 | 101.527 | 46.813  | 1.308.335 |
| Pará                | 97.176       | 24.452        | 51.849        | 173.477   | 12.613  | 11.176  | 197.266   |
| Paraíba             | 94.912       | 103.988       | 9.648         | 208.548   | 24.269  | 6.946   | 239.763   |
| Paraná              | 181.666      | 159.026       | 45.495        | 386.187   | 58.287  | 9.666   | 454.140   |
| Pernambuco          | 189.409      | 187.678       | 24.484        | 401.571   | 44.354  | 14.939  | 460.864   |
| Piauí               | 69.765       | 42.845        | 10.310        | 122.920   | 8.953   | 2.685   | 134.558   |
| Rio Branco          | 1.962        | 426           | 163           | 2.551     | 122     | 44      | 2.717     |
| Río de Janeiro      | 257.210      | 154.320       | 42.131        | 453.661   | 20.882  | 10.887  | 485.430   |
| Rio Grande do Norte | 67.005       | 56.138        | 11.804        | 134.947   | 13.319  | 6.512   | 154.778   |
| Rio Grande do Sul   | 423.484      | 382.105       | 27.376        | 832.965   | 53.450  | 16.993  | 903.408   |
| Santa Catarina      | 153.854      | 149.284       | 14.751        | 317.889   | 27.510  | 6.044   | 351.443   |
| São Paulo           | 384.083      | 726.069       | 608.337       | 1.718.489 | 205.401 | 38.395  | 1.962.285 |
| Sergipe             | 44.129       | 44.357        | 2.085         | 90.571    | 3.708   | 4.451   | 98.730    |
| Total               | 3.591.409    | 3.384.739     | 1.140.261     | 8.116.409 | 722.674 | 257.931 | 9.097.014 |